# جوليان فارليت
جوليان فارليت (بالفرنسية: Julien Varlet)‏ مواليد 8 سبتمبر 1977 في كامبريه، هو لاعب كرة مضرب فرنسي سابق بدأ مسيرته كمحترف سنة 1997 وكان يلعب باليد اليمنى. أعلى تصنيف له في الفردي كان المركز الـ 135 في سنة 2003. أعلى تصنيف له في الزوجي كان المركز الـ 259 في سنة 2004.

## روابط خارجية
- جوليان فارليت على موقع رابطة محترفي التنس (الإنجليزية)
- جوليان فارليت على موقع الاتحاد الدولي لكرة المضرب (الإنجليزية)
- جوليان فارليت على موقع خلاصة التنس.كوم (الإنجليزية)